# Andrej Kralovanský
Andrej Kralovanský, známý také jako Andrej Kralovanszky, Ondrej Kraľovanský (27. prosince 1759 Kraľovany, Uhersko (dnes Slovensko) – 14. listopadu 1809 Šoproň, Rakouské císařství (dnes Maďarsko)), byl pedagog, literární pracovník, přírodovědec a entomolog.

## Život
Narodil se v Kraľovanech v okrese Dolný Kubín v roce 1759. Po studiích v Sučanech a na lyceu v Kežmarku studoval v roce 1786 na univerzitě ve Wittenberku a od roku 1787 v Jeně. Od roku 1789 působil jako profesor na lyceu v Kežmarku. Od roku 1793 pracoval jako profesor v Prešově a nakonec jako rektor v maďarské Šoproni, kde v roce 1809 zemřel.

## Entomologické aktivity
Je znám jako autor latinsky psané učebnice přírodopisu, ve které kromě latinských, maďarských a německých názvů uváděl i slovenské názvy živočichů, rostlin a minerálů. Z této své učebnice přednášel při výuce přírodních věd. V té době byla tato kniha považována za nejlepší učebnici přírodopisu v Uhersku. Pro entomologii Uherska měla význam 8. sekce na stranách 140 - 178, kde byly uvedeny informace o hmyzu.